# Dieter Kotschick
Dieter Kotschick (* 1963) ist ein deutscher Mathematiker, der sich mit Differentialgeometrie und Topologie beschäftigt.
Kotschick zog mit fünfzehn Jahren von Siebenbürgen nach Deutschland. Er studierte zunächst in Heidelberg und dann in Bonn, promovierte 1989 an der University of Oxford bei Simon Donaldson (On the geometry of certain 4-manifolds) und war als Postdoc an der University of Cambridge. Er wurde 1991 Professor an der Universität Basel und 1998 Professor an der Ludwig-Maximilians-Universität München. Kotschick war insgesamt drei Mal Mitglied des Institute for Advanced Study (1989/90, 2008/09 und 2012/13). Er ist Fellow der American Mathematical Society.
2009 löste er ein mehr als 50 Jahre altes offenes Problem von Friedrich Hirzebruch (1954), das danach fragt, welche Chern-Zahlen topologische Invarianten von glatten komplex-algebraischen Varietäten sind. Er fand, dass nur Linearkombinationen der Eulerschen Invariante und der Pontrjagin-Zahlen Invarianten von orientierungserhaltenden Diffeomorphismen (und damit nach Sergei Nowikow auch von orientierten Homöomorphismen) dieser Varietäten sind. Kotschick bewies, dass, falls die Bedingung der Orientierbarkeit aufgegeben wird, unter den Chern-Zahlen und ihren Linearkombinationen als Invarianten von Diffeomorphismen in drei und mehr komplexen Dimensionen nur Vielfache der Euler-Charakteristik in Frage kommen. Für Homöomorphismen zeigte er, dass die Beschränkung an die Dimension entfällt. Darüber hinaus bewies Kotschick weitere Sätze über die Struktur des Raums der Chern-Zahlen glatter komplex-projektiver Mannigfaltigkeiten.
Er klassifizierte die möglichen Muster auf der Oberfläche eines Fußballs, das heißt spezielle Parkettierungen mit Fünf- und Sechsecken auf der Sphäre. Im Fall der Sphäre gibt es nur den Standard-Fußball (12 schwarze Fünfecke, 20 weiße Sechsecke; er entspricht einem Ikosaeder-Stumpf) und seine verzweigten Überlagerungen als Lösung, bei höherem Geschlecht der Fläche gibt es mehr Lösungen. Die Analyse hat auch Anwendung auf Fullerene.

## Schriften
- On manifolds homeomorphic to {\displaystyle \mathbb {C} P^{2}\sharp 8{\overline {\mathbb {C} P^{2}}}}. Invent. Math. 95 (1989), no. 3, 591–600.
- mit H. Endo: Bounded cohomology and non-uniform perfection of mapping class groups. Invent. Math. 144 (2001), no. 1, 169–175.
- Gauge theory is dead! Long live gauge theory! (PDF-Datei, 95 kB), Notices of the AMS 42, März 1995, S. 335–338 (englisch; zur Seiberg-Witten-Theorie)
- Topologie und Kombinatorik des Fußballs, Spektrum der Wissenschaft, 24. Juni 2006
- mit J. Amorós, M. Burger, K. Corlette, D. Toledo: Fundamental groups of compact Kähler manifolds. Mathematical Surveys and Monographs, 44. American Mathematical Society, Providence, RI, 1996. xii+140 pp. ISBN 0-8218-0498-7

## Verweise
1. ↑  Dieter Kotschick. In: ias.edu. Institute for Advanced Study, abgerufen am 20. Mai 2024 (englisch).
2. ↑  Friedrich Hirzebruch: Some problems on differentiable and complex manifolds, Annals of Mathematics, Bd. 60, 1954, S. 213–236
3. ↑  durch Nullstellen von Polynomen im Komplexen definiert
4. ↑  Kotschick Characteristic numbers of algebraic varieties, Proceedings National Academy of Sciences, Bd. 106, 2009, 10014, Online. Dazu auch Uni-Protokolle
5. ↑  die Seiten der Fünfecke dürfen nur an Sechsecke, die der Sechsecke abwechselnd an Fünf- und Sechsecke stoßen
6. ↑  Kolumne Mathematische Unterhaltungen, Spektrum der Wissenschaft, Juli 2006, Braungardt, Kotschick Die Klassifikation von Fußballmustern, Math. Semesterberichte, Bd. 54, 2007, S. 53–68, Kotschick The topology and combinatorics of soccer balls, American Scientist, Juli/August 2006

| Personendaten    | Personendaten          |
| ---------------- | ---------------------- |
| NAME             | Kotschick, Dieter      |
| KURZBESCHREIBUNG | deutscher Mathematiker |
| GEBURTSDATUM     | 1963                   |